# Royaume du Burundi
1680 – 28 novembre 1966
Entités suivantes :
- République du Burundi

Le Royaume du Burundi était une entité politique gouvernée par un roi. Son territoire correspondait à celui de l'actuel Burundi, situé dans l'Afrique des Grands Lacs, en Afrique de l'Est. Le royaume, composé de clans Ganwa, Tutsi, Hutu et Twa. Il était dirigé par un monarque  Ganwa dont le titre était mwami. Créé au XVIe siècle, le royaume fut préservé durant la colonisation européenne et fut un État indépendant entre 1962 et 1966.

## Histoire
La date de la fondation du royaume est inconnue mais remonte probablement au XVe siècle , sous la direction du roi (mwami) Ntare Ier (qui régna de 1675 à 1705), le royaume s'étendit et annexa nombre de ses voisins. Quoique toujours dirigé par le mwami, le royaume était très décentralisé et les chefs régionaux jouissaient d'une large indépendance. Avant l'arrivée des colonisateurs, les guerres de succession étaient fréquentes.
En 1890, le Burundi devint une composante de l'Afrique orientale allemande mais il ne fut pas effectivement occupé ou dirigé par le pouvoir colonial. Durant la Première Guerre mondiale, les troupes belges, venues du Congo belge voisin, envahirent et occupèrent la région. Les Belges se virent attribuer un mandat de la Société des Nations sur le Burundi et le Royaume du Rwanda ; ils conservèrent cependant intactes un bon nombre des institutions du royaume.
Alors que la monarchie rwandaise fut abolie par une révolution entre 1959 et 1961, la monarchie burundaise réussit à survivre durant la période coloniale puis post-coloniale. En 1962 le royaume du Burundi gagna à nouveau son indépendance, sous forme d'une monarchie constitutionnelle, dans laquelle le mwami détenait le pouvoir exécutif tandis que le pouvoir législatif était confié au parlement. Des violences éclatèrent cependant entre la majorité Hutu et la minorité Tutsi, de 1963 à 1965 ; elles culminèrent avec le coup d'État manqué de 1965, dirigé contre Mwambutsa IV. Le fils de Mwambutsa IV, Ntare V, déposa son père par un coup d'État en juillet 1966, mais fut lui-même chassé du pouvoir par un troisième coup d'État en novembre 1966, mené par son Premier ministre, Michel Micombero, lequel abolit la monarchie.

## Postérité
Une partie des membres de la famille royale vit actuellement en exil en France, en Belgique, au Canada, en Grande Bretagne, et dans d'autres pays d'Afrique. En Belgique, la famille Ganwa a créé une association regroupant tous les descendants des Bami ( rois)  du Burundi appelée  Kukirimba- Abaganwa de Belgique
La princesse Esther Kamatari s'est présentée à l'élection présidentielle d'août 2005 (en) sous l'étiquette du parti Abahuza. 
Ses partisans pensent que la restauration d'une monarchie constitutionnelle pourrait aider à calmer les tensions qualifiées d'ethniques.
Le drapeau du royaume arbore un karyenda (un tambour) en son centre, symbole de l'autorité royale.
- Esther Kamatari (1951-)